# Takadanobaba

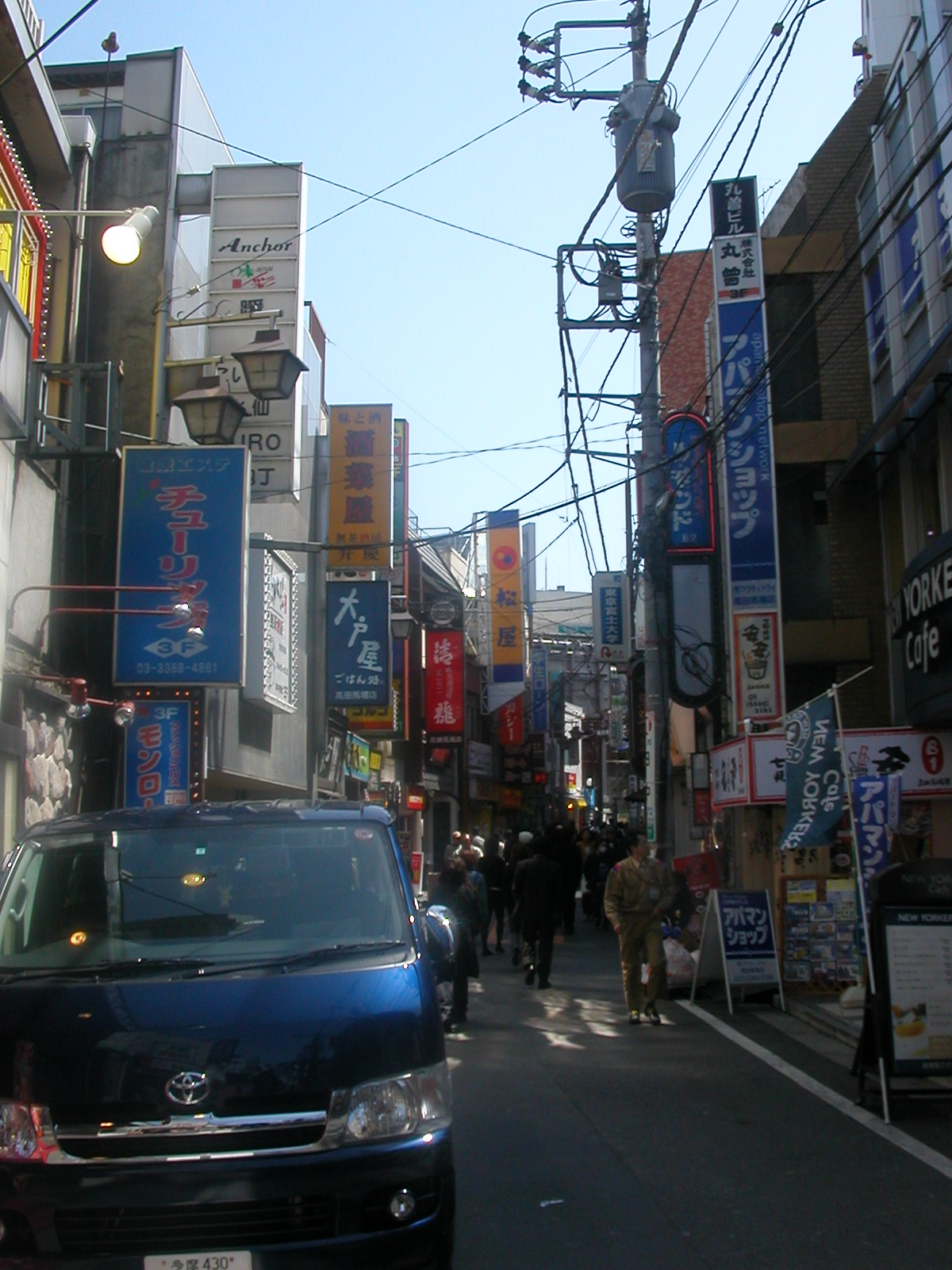
Rua em Takadanobaba

Takadanobaba (japonês: 高田 馬 場Takada-no-baba ) é um bairro do distrito de Shinjuku, Tóquio.
Originalmente, o nome da área era conhecido pelos antigos residentes de Tóquio como Takatanobaba enquanto pelos novos residentes e pelos mais jovens como Takadanobaba. A área também é frequentemente chamada como "Baba".
A região é conhecida pelos fãs do Astro Boy, personagem criado por Osamu Tezuka em 1952 que teria "nascido" em Takadanobaba.

## História
Em 1636, a região que antes era conhecida como Totsuka (戸 塚), recebeu a construção de um baba, conforme a decisão e vontade do shōgun Tokugawa Iemitsu, que era um terreno para passeios a cavalo e corridas de cavalos. Takata era o sobrenome da mãe de Matsudaira Tadateru (o sexto filho do avô de Iemitsu) que preferia ver a área sendo utilizada como um ponto turístico, cujo nome foi escolhido para evitar confusões com a cidade vizinha de Totsuka, localizada nas proximidades de Yokohama (agora conhecida como Totsuka-ku, Yokohama).
Em 1694, Nakayama Yasubei (mais tarde Horibe Yasubei, um dos quarenta e sete rōnin ) participou da batalha de Takadanobaba Kettō na região.

## Características de Takadanobaba
O bairro é um dos pontos de maior circulação de passageiros e usuários da rede de transportes de Tóquio por receber e ter acesso a algumas das linhas mais populares como a Linha Seibu Shinjuku; Linha Yamanote e a Linha Tozai do Metrô de Tóquio, consequentemente, tem as estações praticamente lotadas na hora do rush matinal por estudantes, trabalhadores e moradores da região.
Sendo vizinha da região de Waseda, Takadanobaba é conhecida e frequentada por estudantes que se deslocam para as instituições educacionais, escolas, faculdades e principalmente para a Universidade de Waseda e a Universidade Gakushuin, sendo esta localizada nas proximidades da estação de Mejiro. À noite, os estudantes costumam frequentar as ruas ao redor da Estação de Takadanobaba e os izakayas da região.

## Atrações turísticas
- Big Box Takadanobaba - localizado nas proximidades da Estação de Takadanobaba, o prédio abriga um ginásio de esportes; uma galeria comercial com lojas de roupas baratas; uma cafeteria; restaurantes; uma loja de 100 ienes e uma livraria.
- Citizen Plaza.
- Sakae Street.
- Edifício Yingtaku
- Santuário Shinjuku Suwa.
- Templo Ryuikeyama Kamijuin Genkokuji.

## Takadanobaba na cultura popular
Astro Boy, personagem fictício criado por Osamu Tezuka em 1952, teria "nascido" em Takadanobaba em 7 de abril de 2003. Em comemoração a isso e à estreia do remake de 2003 da série de TV Astro Boy Anime, a partir de 2003, a plataforma JR Yamanote Line usa a música-tema da série de TV para sinalizar a partida dos trens da estação, além disso, muitos postes de iluminação da área exibem imagens da série de TV, e dois grandes murais retratando as obras de Tezuka estão do outro lado da rua da estação JR Takadanobaba.
O diretor J. J. Abrams referiu Takadanobaba como uma influência na nomeação do planeta Takodana em Star Wars: The Force Awakens. 

## Transporte

### Ferrovias
- Linha Seibu Shinjuku.
- East Japan Railway Company - Linha Yamanote.
- Linha Tozai do Metrô de Tóquio.

## Galeria de imagens

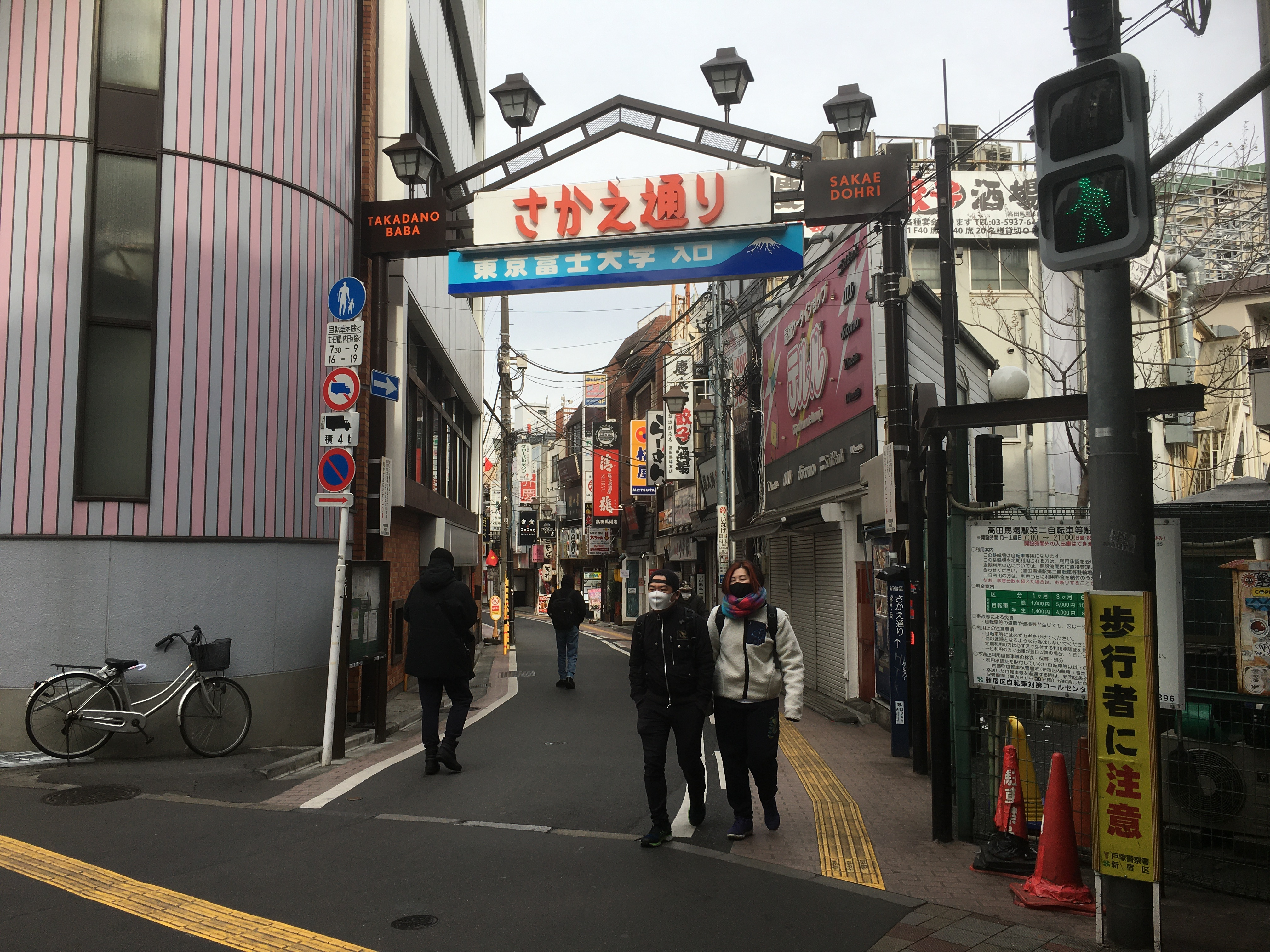
Sakae Street em Takadanobaba
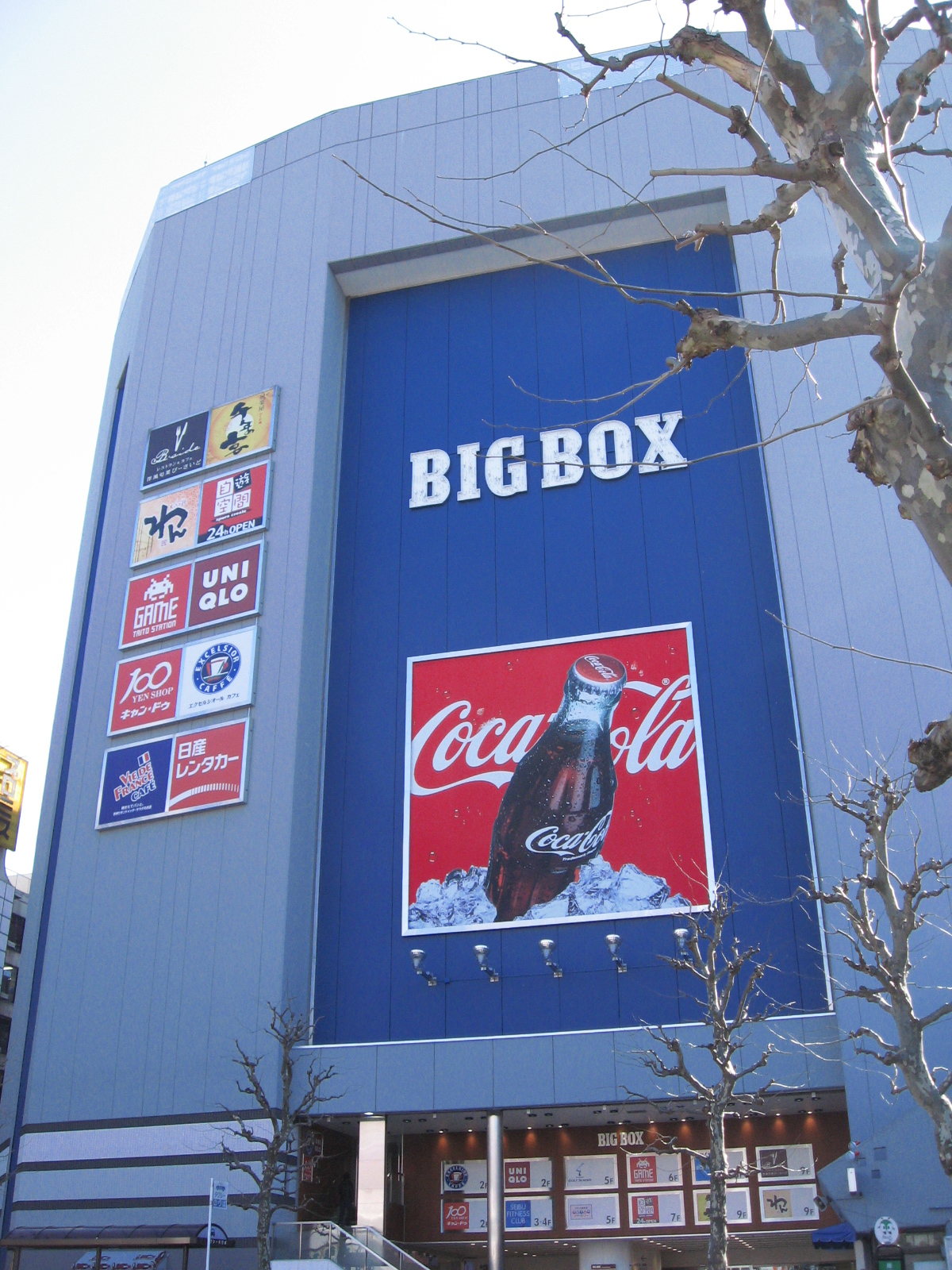
Shopping Big Box de Takadanobaba
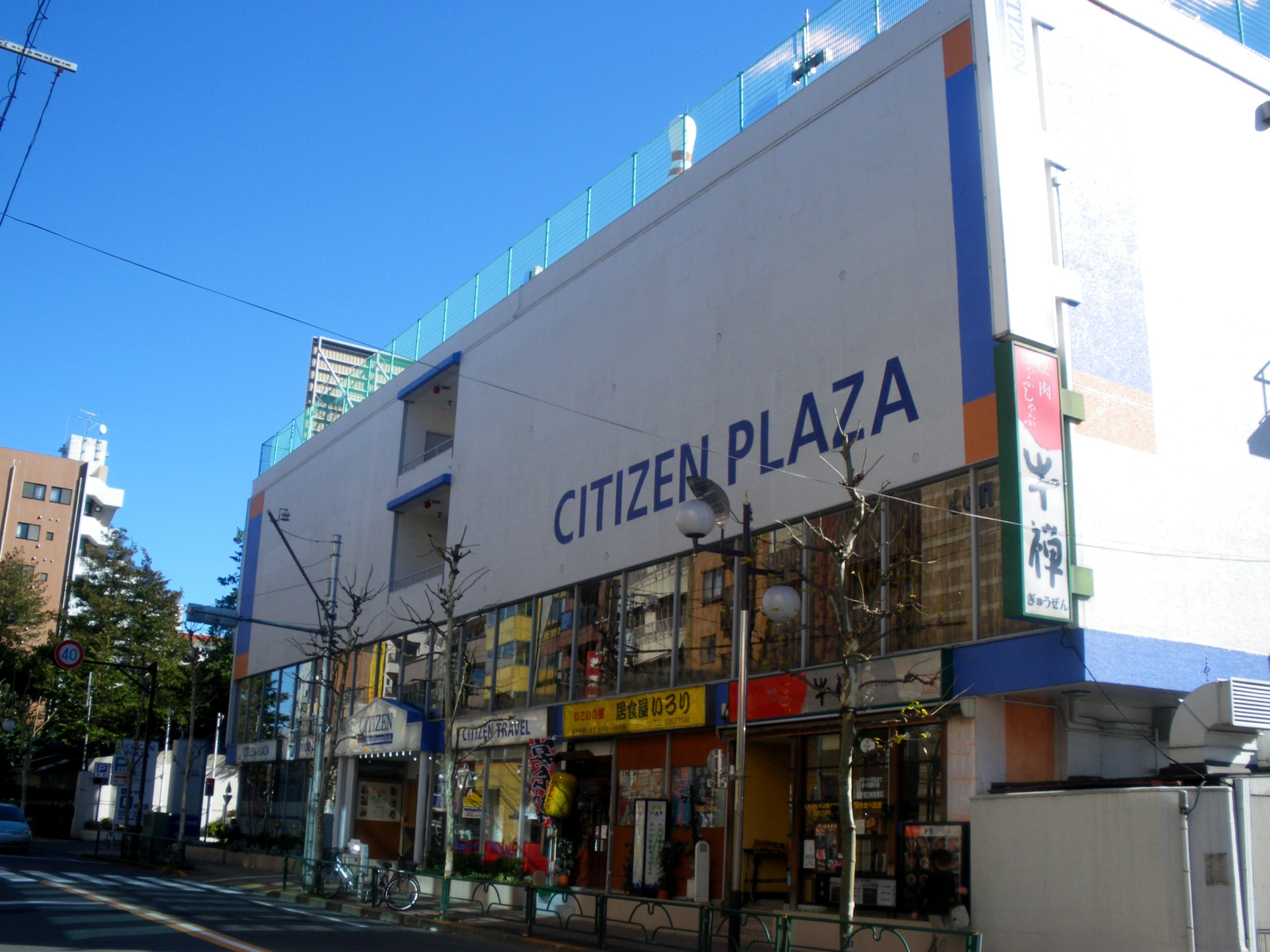
Citizen Plaza em Takadanobaba
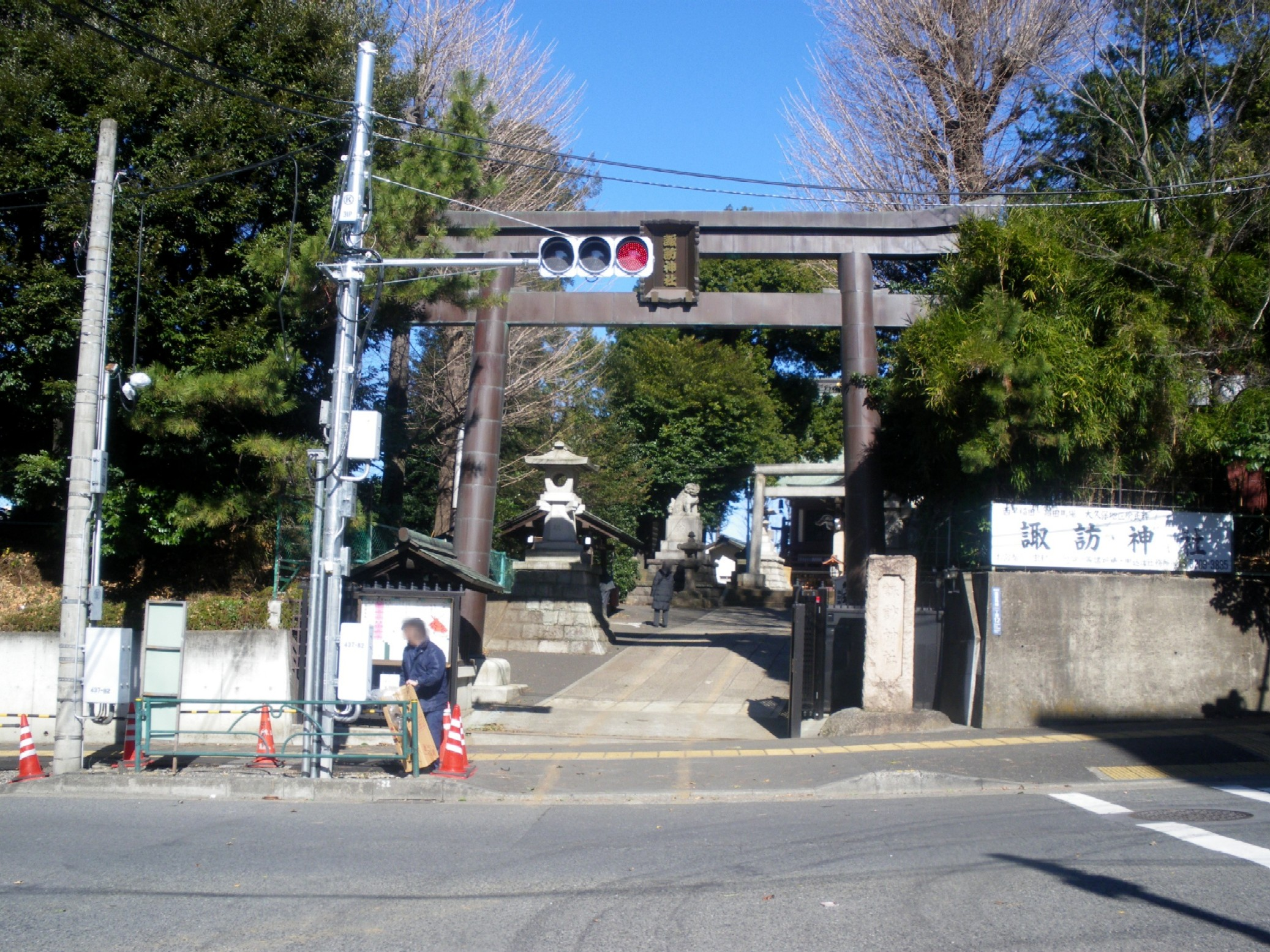
Santuário Suwa Jinja Shinjuku